# Helga Pohl
Helga Pohl (* 30. April 1921 in Wien, Österreich; † 31. Mai 1963 im Ägäischen Meer bei Paleo Trikeri, Griechenland) war eine österreichische Schriftstellerin,  die Jugendbücher und kulturgeschichtliche Erzählungen schrieb. Im Jahre 1958 gewann sie den Jugendbuchpreis der Stadt Wien.

## Leben
Helga Pohl stammte aus einer Familie von Malern und Bildhauern. Sie studierte Germanistik, Theaterwissenschaft und Volkskunde und promovierte mit einer Arbeit über Maskenbräuche.
Die Schriftstellerin lebte bis zu ihrer Eheschließung in Wien, danach zusammen mit ihrem Mann, dem damaligen Direktor der Alpine Stahl AG, in Zeltweg in der Steiermark.
Bei einem Griechenland-Urlaub in der alternativen Pension von Alfons Hochhauser auf der Insel Paleo Trikeri am Pagasitischen Golf kam die damals 42-Jährige durch einen Haiangriff am 1. Juni 1963 ums Leben. Die Leiche bzw. Überreste davon wurden nie gefunden. Das Ereignis hat damals in der griechischen Öffentlichkeit, aber auch in Österreich großes Aufsehen erregt und war Anlass von Spekulationen. Auch Kostas Akrivos erzählt in seinem im Mai 2010 erschienenen Roman Ποιος θυμάται τον Αλφόνς (dt. Wer erinnert sich an Alfons?), das im Jahre 2012 unter dem deutschen Titel Alfons Hochhauser – Der Barfußprophet von Pilion veröffentlicht wurde, zu dem Fall eine fiktive Geschichte.

## Veröffentlichungen (Auswahl)

### Jugendbücher
- 1953: Das vergessene Haus München/Wien, Andermann
- 1955: Flip fliegt durch Paris München/Wien, Andermann
- 1955: Tonio und sein Esel München/Wien,  Andermann
- 1955: Das glückhafte Schiff Einsiedeln/Waldstatt
- 1956: Abenteuer in Zürich München/Wien, Andermann
- 1958: Der Elefant von Amsterdam München/Wien, Andermann
- 1958: Zirkus in der kleinen Stadt München/Wien, Andermann
- 1959: Unter dem Himmel von Wien München/Wien, Andermann

### Kulturgeschichtliche Schriften
- 1955: Wenn dein Schatten 16 Fuß mißt, Berenike. Das Geheimnis der Zeitmessung München/Wien, Andermann[4]
- 1958: „Gold. Macht und Magie in der Geschichte“ Stuttgart, Steingrüben
- 1963: „Lais oder die Liebeskunst der korinthischen Frauen. Ein Dialog, aber nicht in Platons Manier“  Stuttgart, Goverts